# Erin Lawless
Erin Marie Lawless (Chicago, 6 maggio 1985) è un'ex cestista statunitense naturalizzata slovacca.

## Carriera
Con la Slovacchia ha disputato i Campionati europei del 2011.